# Krystian Stangel
Krystian Dorian Stangel (ur. 10 maja 1946 w Bolzano, Włochy, zm. 19 października 2005 w Gliwicach) – architekt, urbanista.

## Życiorys
W 1973 ukończył studia na Wydziale Architektury Politechniki Śląskiej, w 1983 na Politechnice Szczecińskiej obronił pracę doktorską pt. Skala człowieka w kształtowaniu centralnych stref ruchu pieszego. Pracował jako adiunkt w Katedrze Urbanistyki i Planowania Przestrzennego Wydziału Architektury Politechniki Śląskiej. W latach 1999–2005 pełnił funkcję prodziekana ds. studenckich oraz członka Senatu. Członek komitetu założycielskiego, a następnie przewodniczący koła NSZZ Solidarność. Członek Izby Architektów i Izby Urbanistów, Stowarzyszenia Architektów Polskich i Towarzystwa Urbanistów Polskich. Pochowany na Cmentarzu Komunalnym w Gliwicach.

## Dorobek naukowy
- organizacja Wydziału Architektury w ramach School of Environmental Technology w Minnie w Nigerii (dziekan w latach 1987–1988)
- praca w biurach architektonicznych i urbanistycznych w kraju i za granicą
- liczne projekty realizacyjne i konkursowe
- ponad 20 planów zagospodarowania i planów miejscowych miast i gmin w województwie śląskim, m.in. w Jastrzębiu-Zdroju, Ustroniu, Zabrzu, Zbrosławicach i Brzeszczu
- kilkanaście nagrodzonych i wyróżnionych prac konkursowych, m.in. laureat II nagrody w konkursie na koncepcję zagospodarowania śródmieścia Częstochowy oraz I nagrody i I wyróżnienia w konkursie na koncepcję zagospodarowania obszaru byłej kopalni „Michał” w Siemianowicach Śląskich
- publikacje naukowe i dydaktyczne

## Odznaczenia i nagrody
- srebrny Krzyż Zasługi (2002)[2]
- Nagroda II Stopnia Ministra Infrastruktury[3] za Studium Uwarunkowań i Kierunków Zagospodarowania Przestrzennego Gminy Jaworze
- medal SARP oddz. Katowice